# C.V. France
Pour les articles homonymes, voir France (homonymie).
Charles Vernon France, né le 30 juin 1868 à Bradford (Yorkshire de l'Ouest) et mort le 13 avril 1949 à Gerrards Cross (Buckinghamshire), est un acteur anglais.
Il est généralement crédité C.V. France, parfois Charles V. France.

## Biographie
C.V. France débute au théâtre, où il joue durant toute sa carrière, notamment à Londres. Parmi ses partenaires sur les planches, mentionnons Edmund Gwenn, Reginald Owen, Margaret Rutherford et Nora Swinburne.
Il apparaît pour la première fois au cinéma dans un court métrage muet sorti en 1910, adaptation de la pièce L'Oiseau bleu de Maurice Maeterlinck, avec Edward Rigby (qu'il interprète avec lui au théâtre dans le même temps). Après un deuxième film de 1924, il tourne épisodiquement de 1929 à 1944, contribuant en tout à seulement vingt-six films, majoritairement britanniques.
Citons The Skin Game d'Alfred Hitchcock (1931, avec Helen Haye), Le Roi des gueux de Frank Lloyd (film américain, 1938, avec Ronald Colman et Basil Rathbone), ou encore Train de nuit pour Munich de Carol Reed (1940, avec Margaret Lockwood et Rex Harrison).

## Théâtre (sélection)
(pièces jouées à Londres, sauf mention contraire)
- 1904-1905 : Les Trois Filles de Monsieur Dupont (The Three Daughters of Mr. Dupont) d'Eugène Brieux
- 1906-1907 : Les Hannetons (même titre en anglais) d'Eugène Brieux, avec Edmund Gwenn
- 1906-1907 : The Morals of Marcus de William John Locke, avec C. Aubrey Smith (à Bristol)
- 1907-1908 : The Breaking Point (en) d'Edward Garnett
- 1910 : L'Oiseau bleu (The Blue Bird) de Maurice Maeterlinck, avec Edward Rigby (+ reprise à Bristol en 1911)
- 1910-1911 : All That Matters de Charles McEvoy
- 1911 : Lady Patricia de Rudolf Besier
- 1912 : At the Barn d'Anthony P. Wharton
- 1912-1913 : Elizabeth Cooper de George Moore, avec Reginald Owen
- 1913-1914 : Mary Goes First d'Henry Arthur Jones
- 1914 : The Land of Promise de William Somerset Maugham
- 1915-1916 : Mavourneen de Louis N. Parker, avec Reginald Owen
- 1917-1918 : The Freaks d'Arthur Wing Pinero, avec Isobel Elsom, Leslie Howard
- 1920-1921 : The Heart of a Child de Gilbert Frankau
- 1922-1923 : East of Suez de William Somerset Maugham, avec Basil Rathbone
- 1926 : The Best People de David Gray et Avery Hopwood, avec Ian Hunter, Nora Swinburne
- 1931-1932 : Waltzes of Vienna, opérette sur des thèmes de Johann Strauss II
- 1936 : Till the Cows Come Home de Geoffrey Kerr, avec Leslie Banks
- 1937-1938 : La Maladie blanche (Bílá nemoc - titre anglais : The White Disease ou Power and Glory) de Karel Čapek, avec Felix Aylmer, Oscar Homolka, Torin Thatcher
- 1940 : Rebecca, adaptation du roman éponyme de Daphne du Maurier, avec Celia Johnson, Margaret Rutherford

## Filmographie complète
(films britanniques, sauf mention contraire)
- 1910 : L'Oiseau bleu (The Blue Bird), court-métrage : Time (réalisateur non-spécifié)
- 1924 : Eugene Aram d'Arthur Rooke : Valet Lester
- 1929 : The Burgomaster of Stilemonde de George J. Banfield
- 1930 : The Loves of Robert Burns d'Herbert Wilcox : Lord Farquhar
- 1931 : The Skin Game d'Alfred Hitchcock : Mr Hillcrist
- 1931 : Black Coffee de Leslie S. Hiscott : Sir Claude Amory
- 1931 : These Charming People, film américano-britannique de Louis Mercanton : Minx
- 1932 : A Night Like This de Tom Walls : Micky the Mailer
- 1934 : Lord Edgware Dies d'Henry Edwards : Lord Edgware
- 1935 : Royal Cavalcade, film collectif supervisé par Thomas Bentley : Père
- 1935 : Scrooge d'Henry Edwards : l'Esprit de Noël
- 1936 : Le Lys brisé (Broken Blossoms) de John Brahm : Grand prêtre
- 1936 : Marie Tudor (Tudor Rose) de Robert Stevenson : un membre du clergé à l'exécution (non crédité)
- 1936 : Crime sur Londres (Crime Over London) d'Alfred Zeisler (non crédité)
- 1937 : La Reine Victoria (Victoria the Great) d'Herbert Wilcox : Archevêque de Cantorbéry
- 1938 : Vive les étudiants (A Yank at Oxford) de Jack Conway : Dean Snodgrass
- 1938 : The Ware Case de Robert Stevenson : juge
- 1938 : Le Roi des gueux (If I Were King), film américain de Frank Lloyd : Père Villon
- 1938 : L'Étrange Pensionnaire (Strange Boarders) d'Herbert Mason : Colonel Lionel Anstruther
- 1939 : Cheers Boy Cheer de Walter Forde : Tom Greenleaf
- 1940 : Train de nuit pour Munich (Night Train to Munich) de Carol Reed : Amiral Hassinger
- 1940 : L'aventure est commencée (Ten Days in Paris) de Tim Whelan : Général de Guermantes
- 1942 : Went the Day Well? d'Alberto Cavalcanti : le vicaire
- 1942 : Breach of Promise d'Harold Huth et Roland Pertwee : Morgan
- 1944 : L'Auberge fantôme (The Halfway House) de Basil Dearden : Mr Truscott, solliciteur
- 1944 : It Happened One Sunday de Karel Lamač : un magistrat